# Riccardo de Lingèvres
Riccardo de Lingèvres (Bayeux, ... – Andria, 1155) è stato un militare normanno della regione del Bayeux e conte di Andria.

## Biografia
Nel 1146 emigrò nel sud Italia dove servì il re Ruggero II di Sicilia, conducendo una brillante carriera militare a tal punto da essere nominato dal re in persona conte di Andria.
Secondo Roberto di Torigni, autore di cronache del XII secolo, Riccardo de Lingèvres si distinse nell'attacco siculo-normanno a Tripoli, come uno dei capi della spedizione più coraggiosi.
Nel 1155 si distinse contro l'esercito bizantino di Manuele I Comneno che invase la Puglia nella sanguinaria campagna italiana. Secondo Giovanni Cinnamo, che fu testimone oculare delle campagne di Manuele I Comneno, giocò un ruolo importante durante l'offensiva dell'esercito di re Guglielmo I di Sicilia contro le forze d'invasione bizantine in Puglia in primavera, infatti per bloccare possibili invasioni dal mare, gli fu ordinato di creare una lunghissima barriera di protezione che andava dall'Adriatico allo Ionio. Nella tarda estate dello stesso anno fu ucciso in battaglia sotto le mura di Andria.